# Akutan
Akutan ist eine Siedlung im Aleutians East Borough im US-Bundesstaat Alaska, die den Status einer City besitzt. Die Einwohnerzahl beträgt 1589 Einwohnern (Stand 2020). Sie liegt auf der Insel Akutan Island, die Teil der Aleuten ist.

## Geographie
Akutan liegt in einer Meeresbucht im Osten der Insel Akutan Island, die Teil der Inselgruppe der Aleuten im südwestlichen Alaska ist. Nicht weit von der Ortschaft entfernt liegt der Mount Akutan, ein Stratovulkan der als einer der aktivsten Vulkanen der Region zählt.

## Geschichte
Akutan wurde 1878 gegründet, als sich mehrere Familien des Volks der Aleuten an dem Ort niederließen. Im selben Jahr wurde auch die russisch-orthodoxe Kirche St. Alexander Nevsky Chapel gebaut, da viele Aleuten wegen der russischen Vergangenheit Alaskas der orthodoxen Konfession angehören. Das heutige Gebäude ist aber erst im Jahr 1918 gebaut worden und hat den älteren Bau ersetzt. Die Western Fur and Trading Co. erbaute ein Pelzlager und einen Handelsposten. 1912 erbaute die Pacific Whaling Company einen Verarbeitungsbetrieb für Walfangwirtschaft, der bis 1939 betrieben wurde.
Die Inselbevölkerung wurde wegen der Bedrohung durch Operationen der japanischen Streitkräfte insbesondere der Bombardierung der Nachbarinsel Unalaska von 1942 bis 1944 evakuiert. Auf Akutan wurde die erste komplette Zero (Akutan Zero) von den USA gefunden.

## Bevölkerung
Laut Zensus 2010 sind 239 Personen (23,3 %) weiß, 184 (17,9 %) sind Afroamerikaner, 56 (5,5 %) sind Native Americans, davon 52 Alaska Natives (5,1 %) 445 (43,3 %) sind Asiaten, 15 sind Polynesier und 40 Personen (3,9 %) gehören einer anderen Ethnie an. 214 Personen (20,8 %) anderer Ethnien sind Hispanics oder Latinos.

## Klima
|                       | Jan  | Feb  | Mär  | Apr  | Mai | Jun  | Jul  | Aug  | Sep  | Okt | Nov | Dez  |   |     |
| Mittl. Tagesmax. (°C) | 1,8  | 0,4  | 2,3  | 3,8  | 6,8 | 10,1 | 12,5 | 13,8 | 10,8 | 7,3 | 4,6 | 3,1  | ⌀ | 6,5 |
| Mittl. Tagesmin. (°C) | −2,8 | −4,2 | −2,5 | −0,7 | 2   | 5,3  | 8,1  | 9,6  | 6,2  | 2,4 | 0   | −1,5 | ⌀ | 1,9 |
|                       |      |      |      |      |     |      |      |      |      |     |     |      |   |     |
| Niederschlag (mm)     | 72   | 59   | 59   | 50   | 59  | 59   | 64   | 99   | 107  | 109 | 110 | 88   | Σ | 935 |

| −2,8 |

| −4,2 |

| −2,5 |

| −0,7 |

| 2 |

| 5,3 |

| 8,1 |

| 9,6 |

| 6,2 |

| 2,4 |

| 0 |

| −1,5 |

| −2,8 |

| −4,2 |

| −2,5 |

| −0,7 |

| 2 |

| 5,3 |

| 8,1 |

| 9,6 |

| 6,2 |

| 2,4 |

| 0 |

| −1,5 |